# Chondrula tricuspidata
Chondrula tricuspidata is een slakkensoort uit de familie van de Enidae. De wetenschappelijke naam van de soort is voor het eerst geldig gepubliceerd in 1843 door Kuster.